# Męcina
Męcina – duża wieś w Polsce, położona w województwie małopolskim, w powiecie limanowskim, w gminie Limanowa.
W latach 1954–1972 wieś należała i była siedzibą władz gromady Męcina. W latach 1975–1998 wieś administracyjnie należała do województwa nowosądeckiego.

## Integralne części wsi
| SIMC    | Nazwa         | Rodzaj    |
| ------- | ------------- | --------- |
| 0438831 | Biały Dwór    | część wsi |
| 0438848 | Bobrówka      | część wsi |
| 0438854 | Bukowiec      | część wsi |
| 0438860 | Dębina        | część wsi |
| 0438877 | Łęgi          | część wsi |
| 0438883 | Miczaki Dolne | część wsi |
| 0438890 | Miczaki Górne | część wsi |
| 0438908 | Paszkowiec    | część wsi |
| 0438914 | Podgórze      | część wsi |
| 0438920 | Podlesie      | część wsi |
| 0438937 | Podwysokie    | część wsi |
| 0438943 | Szczepieniec  | część wsi |
| 0438950 | Wygoniska     | część wsi |
| 0438966 | Zadziele      | część wsi |
| 0438972 | Zagórze       | część wsi |
| 0438989 | Zakrętek      | część wsi |

## Położenie

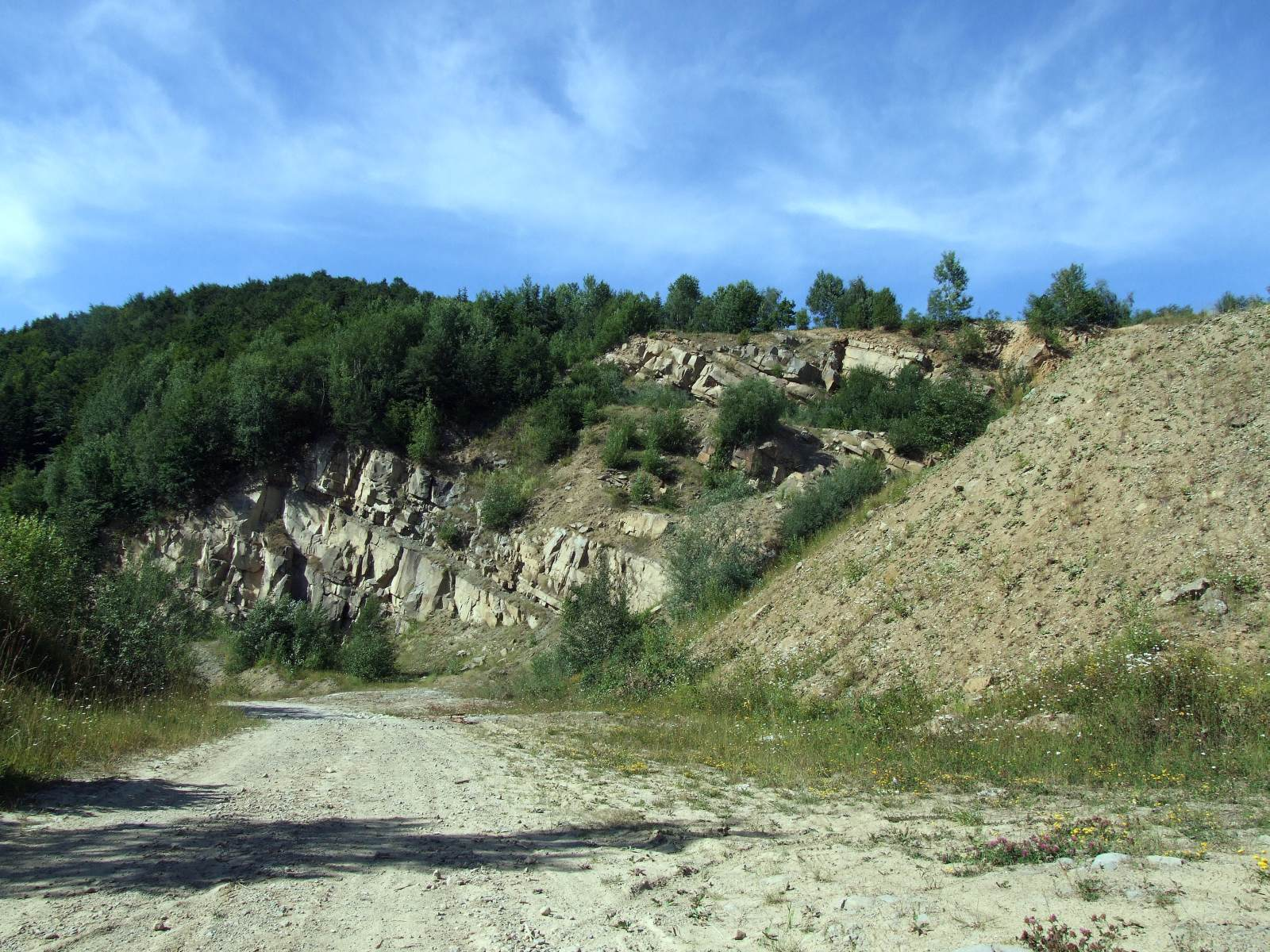
Kamieniołom w Męcinie

Męcina leży u podnóży Pasma Łososińskiego i grzbietu Litacza, w środkowym biegu potoku Smolnik (dopływu Dunajca), przy drodze powiatowej nr 1551K Limanowa – Chełmiec. Przez miejscowość przebiega linia kolejowa nr 104 Chabówka - Nowy Sącz. 
Miastem położonym najbliżej Męciny jest Limanowa - 9,7 km. Odległość w linii prostej do Nowego Sącza wynosi 13,7 km, a do Starego Sącza 14 km.
Szlak żółty prowadzi do grzbietu Pasma Łososińskiego (na Jaworz).

## Historia
Najstarsze ślady działalności człowieka na tym terenie udokumentowane są pomiędzy Męciną i Pisarzową. Wykopaliska archeologiczne ujawniły tu cmentarzyska urnowe z czasów kultury łużyckiej, która na ziemiach polskiej trwała w okresie 1300–400 r. p.n.e.
Pierwsze wzmianki o wsi rycerskiej Męcina pochodzą ze świętopietrza z 1326 i dotyczą miejscowej parafii.
Pod koniec XVI w. Męcina dzieliła się na Niżną i Wyżną, rządziły tu rody szlacheckie Krzeszów i Marcinkowskich. W połowie XVI w. dziedzic Męciny Sebastian Krzesz popadł w spór z miejscowym proboszczem, który rychło przemienił się w otwarty konflikt. Zwycięsko z tej batalii wyszedł Krzesz, który ostatecznie wygnał księdza, zagarnął jego majątek, poniszczył księgi parafialne, a na miejsce kazał sprowadzić dwóch kaznodziejów braci polskich. W świątyni zamiast ołtarzy ustawiono zwykły drewniany krzyż. W okresie reformacji kościół służył miejscowemu zborowi braci polskich.
Dopiero w 1605 r. na miejsce przybył nowy ksiądz katolicki, który swoją posługę musiał rozpocząć od remontu kościoła, w czym pomógł finansowo kolejny dziedzic z rodu Krzeszów – Stanisław, który nawrócił się na katolicyzm.
W XIX w. proboszczem w Męcinie był ksiądz Wincenty Wąsikiewicz, badacz kultury ludowej, autor książek i opracowań ludoznawczych. W tym okresie w Męcinie było kilka dworków szlacheckich i folwarków. W Męcinie Dolnej na dworze zwanym "Białym" (dziś teren naprzeciw szkoły) w XIX w. gospodarowała rodzina Gostkowskich, natomiast blisko Kłodnego był dwór zwany "Bobrówką" (dziś pozostały po nim 2 niewielkie spichlerzyki). W Męcinie Górnej był w XIX w. dwór zwany "Dębiną" (ok. 1 km od kościoła, w górę wsi, po prawej stronie drogi do Pisarzowej), w którym również gospodarzyła inna gałąź rodziny Gostkowskich.
Po wojnie Męcina zasłynęła w całym kraju i poza jego granicami dzięki wytwórni kijów hokejowych Bronisława Smolenia. Bronisław Smoleń był inicjatorem budowy szkoły w Męcinie i wielu innych akcji społecznych. Na ścianie szkoły znajduje się tablica poświęcona jego osobie, odsłonięta 1 września 1997 r.

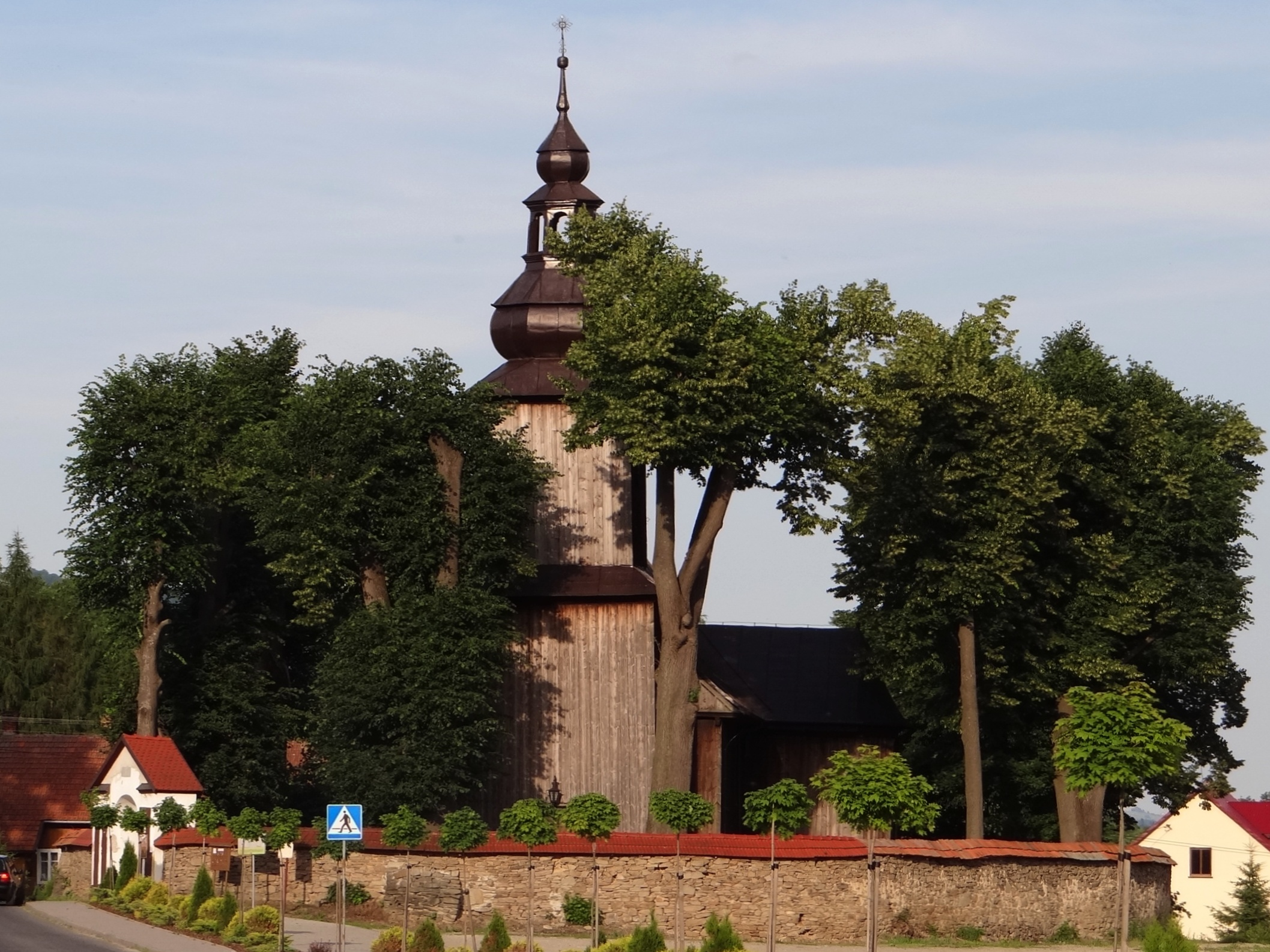
Zabytkowy kościół św. Antoniego

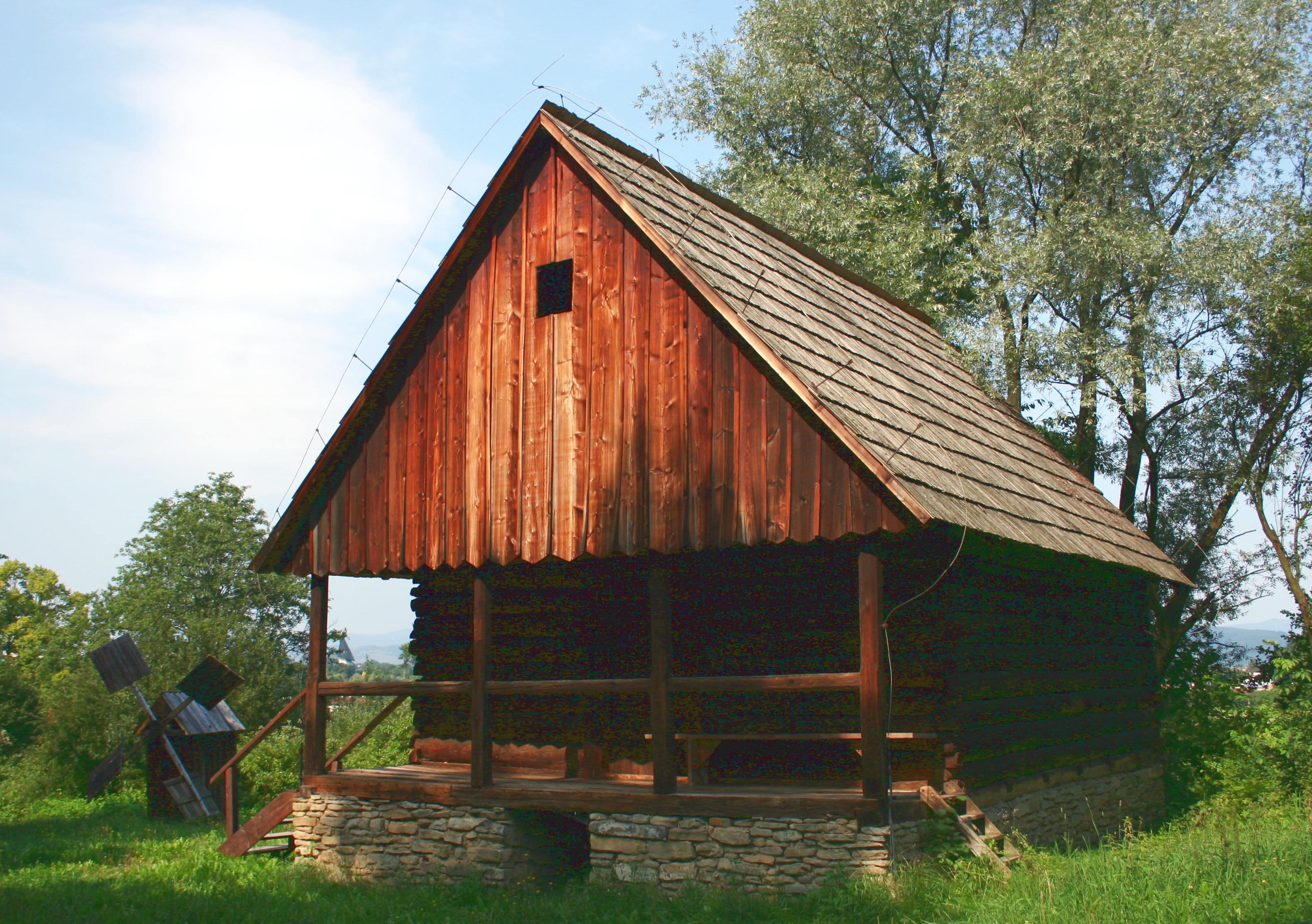
Spichlerz z Męciny zrekonstruowany w Sądeckim Parku Etnograficznym

## Zabytki
Obiekt wpisany do rejestru zabytków nieruchomych województwa małopolskiego.
- Kościół parafialny pw. św. Antoniego, otoczenie, drzewostan.
Kościół pochodzi z końca XVII wieku, drewniany, budowany na zrąb, z wieżą konstrukcji słupowej. Wewnątrz zachowała się belka tęczowa z barokowym krucyfiksem, chór muzyczny o wykroju i profilach barokowych. Pod ołtarzem znajduje się kamienna krypta grobowa dziedziców Męciny oraz miejscowych proboszczów. W kruchcie wisi obraz św. Jana Kantego oraz figura św. Jana Nepomucena z 1740 r[6][15].

## Inne zabytkowe obiekty na terenie wsi
- Kościół św. Antoniego w Męcinie (nowy). Zbudowany w latach 1984–2006 nowy kościół murowany, pełniący obecnie funkcję kościoła parafialnego.
- Izba pamięci Zdzisława Smolenia – inspektora Okręgu Podhalańsko–Karpackiego Związku Strzeleckiego „Strzelec”, który zebrał dość bogatą kolekcję pamiątek rodzinnych, obejmującą zdjęcia, kolekcję orzełków wojskowych, umundurowanie żołnierskie i uzbrojenie (m.in. szabla rosyjska, zdobyta w bitwie warszawskiej 1920)[6].
- Dom pracy twórczej Jolanty i Zygmunta Kłosowskich, miejscowych artystów malarzy i rzeźbiarzy[6].
- Zabytkowa kapliczka z XVII wieku w przysiółku Miczaki, przy której odprawiali nabożeństwa katolicy męcińscy w czasie, gdy miejscowy kościół został zamieniony na zbór ariański[6].
- Nad Miczakami znajduje się duży kamieniołom piaskowca (niedawno wznowiono prace).
- W dolnej części wsi, przy drodze do Krasnego Potockiego można zobaczyć zrujnowany, dwustuletni młyn. Zachowały się fragmenty starego koła młyńskiego[6].

W centrum wsi znajduje się również zespół szkół, remiza OSP, kilka sklepów, dworzec PKP.

## Urodzeni w Męcinie
Urodzili się Ferdynand Piwowar i Władysław Pociecha, ofiary zbrodni katyńskiej.